# Storholmen (naturreservat)
Storholmen är ett naturreservat i Hellvi socken i Region Gotland på Gotland.
Området är naturskyddat sedan 1999 och är 40 hektar stort. Reservatet omfattar en ö i Fardume träsk som består av en högmosse. 